# Свинска тения
Свинската тения (Taenia solium) е паразит, който живее в тънкото черво на човека. Тялото е плоско, начленено, с форма на лента. В някои случаи достига 6 m дължина.
Липсва храносмилателна система. Всяко членче има самостоятелна хермафродитна полова система. За едно денонощие могат да бъдат изхвърлени членчета с около 5 000 000 яйца. Заразеното месо изглежда неравно, пъпчиво. Човек се заразява, ако го яде недоварено или недопечено. Симптомите са слабеене, загуба на апетит, развиване на анемия.
Ларвната форма се развива в мускулите на междинния гостоприемник – свиня. Полово зрелите паразити се развиват в тънкото черво на крайния гостоприемник – човек и причиняват тениоза. Човек може да бъде и междинен гостоприемник на свинската тения и да заболее от цистицеркоза.
Храната постъпва през стените на цялото тяло. Развитието на тенията е с метаморфоза и протича в два различни гостоприемника – свиня и човек. Гостоприемник се нарича организмът, в който се развива паразита. Паразитният начин на живот силно се отразява върху строежа на паразитите и функционирането на техните системи. Те имат приспособления за прикрепване на гостоприемниците-смукала(вендузи), а при някои и кукички. Дишат безкислородно. Нервната система е слабо развита. Половата система е силно развита – произвеждат огромно количество яйца. При тениите във всяко членче се развиват полови жлези, а храносмилателната система липсва.